# Мала Волосянка
Мала́ Волося́нка — село в Україні, у Самбірському районі Львівської області. Населення становить 346 осіб.

## Історія
Село Мала Волосянка розкинулась вздовж місцевої річки Сигла, яка бере свій початок на території села в урочищі Тінь. Село знаходиться в долині між хребтом Верхи, що розділяє Старосамбірський і Турківський ройони. Та горами Ріг та Щовб.
Через село проходить ґрунтова дорога, яка з'єднує його із селом
Ясениця-Замкова Старосамбірського району і з іншої сторони із селом Явора Турківського району, якому село Мала Волосянка підпорядковане.
На сході село межує із с. Явора, на півдні із с. Розлуч, на північному заході із с. Ясениця-Замкова Саросамбірського району, а на півночі із с. Велика Волосянка того ж району.
Із селом Велика Волосянка село пов'язане історично за своїм походженням.
Перша згадка про село Мала Волосянка датується 1565 роком, у якій говорилося, що в селі проживало 4 кметі, які платили ,,волянщини" по 6 грош.
За однією із легенд назва села походить від ,,волохів", які кочували Карпатами із стадом овець і свиней. За іншою версією назва села пішла від господаря цих земель Волоса, який мешкав на території сучасного села Велика Волосянка Старосамбірського району, тобто на північ від села (за горою). Волос передав свої землі двом синам. Старший залишився при батьківському маєтку, а молодший осів ,, за горою ", тобто на території теперішнього села Мала Волосянка. Оскільки село старшого сина було більше, тому назвали його Велика Волосянка, а молодшого сина — Мала Волосянка.
Наприкінці XIX ст. на території села було відкрито запаси нафти, які привертають увагу різних ділків, котрі скуповують перспективні на неї землі. В 1903 році було розпочато видобуток ропи, тобто сирцю нафти, але через низький попит незабаром припинили добування.
Запаси родовища та якість нафти були широко розрекламовані австрійським геологом Е. Картелем. Німецький підприємець Перкінс і його фірма розпочали видобування ропи знову. Починаючи з 1928 року і аж до середини 70-х років минулого століття проводився видобуток ропи із чотирьох свердловин глибиною від 70 до 350 метрів. Обслуговувало їх 4-5 місцевих робітників. Ропу машинами перевозили на переробку у Борислав. Починаючи з 1944 року тут щогодини видобувалося 100—120 кг ропи, на якій працювала Турківська електростанція . У 70-х роках видобування ропи припинили через нерентабельність.
На даний час населення села налічує 345 осіб, які проживають у 80 дворах. На сільський двір припадає 1,82 га. землі, 0,11 коня, 2 голови ВРХ. Господарі користуються 6 приватними тракторами і 8 диґами. В переважаючій більшості люди вирощують на городах картоплю, буряк, моркву, цибулю, часник, капусту та інші овочі для власного споживання. На прожиття заробляють здебільшого за межами свого села, тобто у райцентрі, Львові та їздять на сезонні роботи у східні області і за кордон. Молодих людей у селі мало. Більшу частину населення складають пенсіонери та люди похилого віку.

### Мова
Розподіл населення за рідною мовою за даними перепису 2001 року:
| Мова            | Кількість | Відсоток |
| --------------- | --------- | -------- |
| українська      | 345       | 99.71%   |
| інші/не вказали | 1         | 0.29%    |
| Усього          | 346       | 100%     |

## Церква
Дерев'яний храм святого архангела Михаїла. Перша згадка про храм у селі Мала Волосянка згадується у 1734 р. Це була дерев'яна тризрубна будівля з двозаломними верхами. Осв'ячена вона була в честь Воздвиження Чесного Хреста. Теперішня тризрубна церква увінчана восьмигранними банями поставленими на восьмириках стін надопасання вівтаря, нави і бабинця. Будівництво розпочато у1903 р.під керівництвом жителя села Гайгеля Михайла Андрійовича. Будували майстри: Микола Гаман із Надвірної, Владислав Зуб із Рогатина, помічники: Ігнат, Мазур Францішек та Петро Зуб. Закінчено будівництво 10 серпня 1905 р. Храм осв'ячено в честь Архистратига Михаїла. Іконостас побудовано в 1921 р.на пожертви людей, які були в Америці. Парохом в цей час був о. А.Добрянський. В період із1959 р.по 1989 р.храм був зачиненим. Із часу відкриття, тобто із 26 березня 1989 р. і по даний час богослужіння у храмі проводить о. Олексій Чернецький родом із села Стрільбичі Старосамбірського району. У 2007 р.на пожертви громади села та благочинців, які проживають поза межами села було проведено заміну перекриття церкви та дзвінниці. Також викладено бруківкою доріжки. На даний час храм перебуває під юрисдикцією Української православної церкви Київського патріархату.